# Francs Nageurs Cheminots de Douai
Francs Nageurs Cheminots de Douai é um clube de polo aquático e natação da cidade de Douai, França.

## História
O clube foi fundado em 1897. 

## Títulos
- Liga Francesa de Polo aquático
  - 2001, 2005 e 2007.